# Сингх, Харчаран
Харчаран Сингх Бопарай (англ. Harcharan Singh Boparay, 15 января 1950, Марар, Индия) — индийский хоккеист (хоккей на траве), нападающий. Бронзовый призёр летних Олимпийских игр 1972 года. Чемпион мира 1975 года.

## Биография
Родился 15 января 1950 года в индийской деревне Марар, округ Гурдаспур, штат Пенджаб.
Учился в средней школе Халса в Шекхупуре, играл за её хоккейную команду. Затем поступил в Пенджабский государственный спортивный колледж в Джаландхаре. Был капитаном команды колледжа, выступал за студенческую сборную Индии. Параллельно играл за сборную Пенджаба.
20 марта 1969 года дебютировал в сборной Индии в товарищеском матче с Кенией в Амритсаре.
После того как поступил на службу в индийскую армию, в 1973—1981 годах играл за «Сервисез».
В 1972 году вошёл в состав сборной Индии по хоккею на траве на Олимпийских играх в Мюнхене, завоевавшей бронзовую медаль. Играл на позиции нападающего, провёл 3 матча, мячей не забивал.
В 1976 году вошёл в состав сборной Индии по хоккею на траве на Олимпийских играх в Монреале, занявшей 7-е место. Играл на позиции нападающего, провёл 7 матчей, мячей не забивал.
В течение спортивной карьеры завоевал полный комплект медалей чемпионата мира: в 1971 году выиграл бронзу в Барселоне, в 1973 году — серебро в Амстелвене, в 1975 году — золото в Куала-Лумпуре.
В 1970 и 1974 годах в составе сборной Индии завоевал серебряные медали хоккейных турниров летних Азиатских игр.
В 1977 году награждён национальной спортивной премией «Арджуна», в 1981 году — медалью «Вишишт Сева», в 2019 году — премией Махараджи Ранджита Сингха от правительства Пенджаба.
В 2006 году ушёл в отставку в звании бригадира.
Харчаран Сингх — президент и учредитель Ассоциации спортивных суперзвёзд Пенджаба. Живёт в Амритсаре.